# Kirche der Engel Gottes (Żary)

Sorau, Kirche der Engel Gottes

Die Kirche der Engel Gottes (polnisch: Kościół Aniołów Bożych w Żarach) ist eine evangelisch-lutherische Kirche in  Żary (deutsch: Sorau), einer Stadt in der polnischen Woiwodschaft Lebus. Sie gehört der Diözese Breslau der Evangelisch-Augsburgischen Kirche in Polen an.

## Geschichte
Im zweiten Viertel des 16. Jahrhunderts war in Sorau die Reformation eingeführt worden. Im Ortsteil Seifersdorf wurde 1877 unter maßgeblicher finanzieller Beteiligung des Bürgers Ernst Herrmann eine neugotische Friedhofskapelle als einfache Saalkirche mit Giebelturm erbaut, die schließlich 1925 zur Pfarrkirche einer evangelisch-lutherischen Kirchengemeinde wurde und, nachdem die Sorauer Marienkirche 1945 dem katholischen Ritus überlassen wurde, als evangelische Kirche von Sorau dient.